# Таравіх
Таравіх (араб. تراويح, дос. «перерва, відпочинок, перепочинок») — бажаний намаз, який здійснюється в місяць Рамадан після обов'язкової нічної молитви (іша) і триває до появи першої зорі. Після таравіха виконується вітр-намаз. Молитва таравіх здійснюється як індивідуально, так і колективно.
Слово «таравіх» — множина від арабського слова «тарвіха», що в перекладі на українську мову означає «відпочинок». Молитва називається так тому, що після кожних її чотирьох ракатів ті, хто моляться, сидячи відпочивають, вихваляючи Господа або слухаючи повчання імама.

## Порядок здійснення

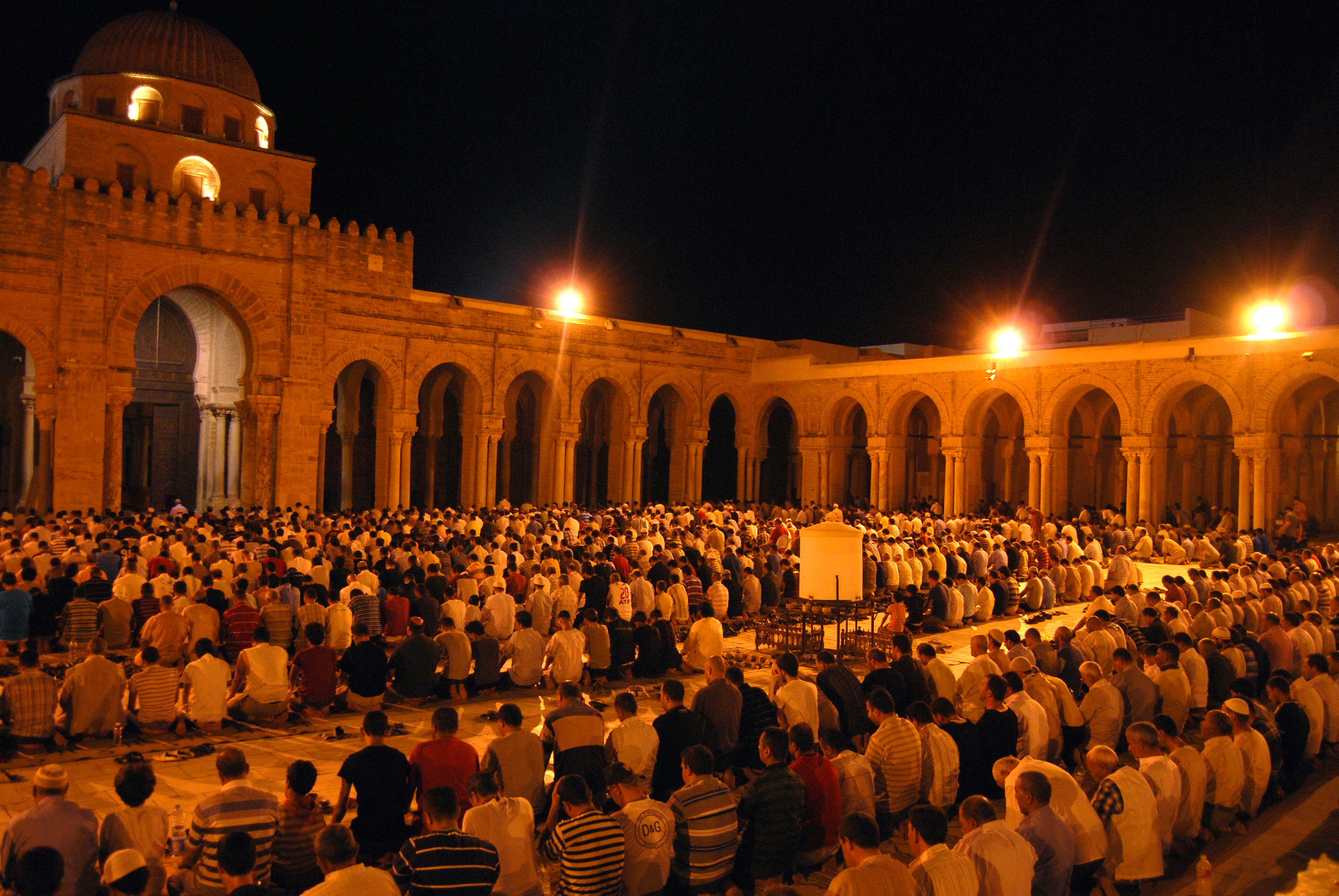
Таравіх у Великій мечеті Кайруана (2012 рік)

За часів пророка Магомета таравіх здійснювався у 8, і пізніше у 20 ракатів, однак таравіх, що здійснюється у двадцять ракатів, був остаточно затверджений халіфом Умаром за згодою сахабів. Згідно з думкою 4 сунітських мазхабів, молитва таравіх здійснюється у 20 ракатів (10 молитов за 2 раката). В арабських країнах таравіх триває, як правило, близько двох годин. Щодня під час намазу читається один джуз (1/30 частина) Корану. Таким чином, протягом одного місяця Рамадана учасники таравіх-намазу прочитують Коран повністю.

Молитва таравіх здійснюється кожен день протягом усього місяця Рамадан після нічної молитви (іша) і закінчується перед намазом вітр. За ханафітського мазхабу відшкодування пропущеної молитви таравіх недійсне.
За часів сподвижників пророка Магомета, після кожних чотирьох ракатів робилась невелика перерва, протягом якої відбувалося вихваляння і поминання Аллаха або читалася коротка проповідь.

## Хадіси про таравіх
- «Хто вистоює молитву в місяць Рамадан з вірою [в її значущість] і очікуванням винагороди [за неї тільки від Господа], тому будуть прощені гріхи [які передували молитві]»[3].
- «Пророк Магомет у 23, 25 і 27-ю ночі місяця Рамадан здійснював цю молитву разом зі своїми сподвижниками в мечеті. Він не робив цього щодня, щоб люди не сприйняли дану молитву як обов'язкову; щоб вона не перейшла в ранг обов'язкових (фард). Разом з ними він читав вісім ракатів, інші ракати вони дочитували вдома»[4].